# 教父咪搞
是一部1999年黑幫喜劇電影，由哈羅德·雷米斯執導，雷米斯與肯尼斯·洛勒根和彼得·托蘭共同編劇。本片主演是羅拔·迪尼路，飾演一名黑手黨，而比利·基斯度飾演他的精神科醫生。續集《老大靠邊閃2︰歪打正著》於2002年上映。

## 演員
- 羅拔·迪尼路 飾 Paul Vitti
- 比利·基斯度 飾 Ben Sobel
- 麗莎·庫卓 飾 Laura MacNamara Sobel
- 查茲·帕明特瑞（英语：Chazz Palminteri） 飾 Primo Sindone
- 喬·維塔瑞利（英语：Joe Viterelli） 飾 Jelly
- Kyle Sabihy 飾 Michael Sobel
- 帕特·庫珀（英语：Pat Cooper） 飾 Sal Masiello
- Joseph Rigano（英语：Joseph Rigano） 飾 Dominic Manetta
- 萊奧·羅西 飾 Carlo Mangano
- 馬克斯·凱塞拉 飾 Nicky Shivers
- Richard C. Castellano 飾 Jimmy
- Pasquale Cajano（英语：Pasquale Cajano） 飾 Frankie Zello
- Gene Ruffini 飾 Joe Baldassare
- 朱迪絲·卡韓（英语：Judith Kahan） 飾 Elaine Felton
- 托尼·班內特 飾 他自己
- DonnaMarie Recco 飾 Shiela
- 比爾·梅西（英语：Bill Macy） 飾 Isaac Sobel
- 瑞貝卡·雪爾（英语：Rebecca Schull） 飾 Dorothy Sobel
- 阿西夫·曼迪維 飾 醫生Shulman

## 反響
《教父咪搞》獲得正面評價。在爛番茄上，本片基於101條評論，得到69%評分。

## 外部連結
- 互联网电影数据库（IMDb）上《教父咪搞》的资料（英文）
- Box Office Mojo上《教父咪搞》的資料（英文）
- 爛番茄上《教父咪搞》的資料（英文）
- TCM电影资料库上《教父咪搞》的资料（英文）
- AllMovie上《教父咪搞》的资料（英文）